# Hołody
Hołody – wieś w Polsce położona w województwie podlaskim, w powiecie bielskim, w gminie Bielsk Podlaski.
Prawosławni mieszkańcy wsi należą do parafii Ścięcia Głowy św. Jana Chrzciciela w Szczytach-Dzięciołowie, a wierni kościoła rzymskokatolickiego do parafii Najświętszej Opatrzności Bożej w Bielsku Podlaskim.

## Historia
Wieś królewska w starostwie bielskim w ziemi bielskiej województwa podlaskiego w 1795 roku.
W latach 1960–1968 wieś należała i była siedzibą władz gromady Hołody, a po jej zniesieniu należała do gromady Bielsk Podlaski. W latach 1975–1998 miejscowość administracyjnie należała do województwa białostockiego. Dziś w Hołodach mieszka 240 osób.
Miejscowość istniała już w XV wieku. Być może do niej odnosi się wzmianka z 1501 r. o młynie Chłodowskim z sadzawką rybną (wspomina o nim I. Daniłowicz w Skarbcu dyplomatów...). Początkowo Hołody były własnością miasta. W 1533 r. folwark Hołody wykupił bielski kupiec Konrad Siehieniewicz. W okresie tym, z polecenia królowej Bony przeprowadzono pomiar włóczny. Wieś zlokalizowano wzdłuż jednej drogi. Siedliska poszczególnych gospodarstw były położone po obu stronach drogi, co w niektórych przypadkach jest zauważalne obecnie. W 1560 r. po pomiarze włócznej Hołody były osadzone na 60 włókach ziemi (włóka - ok. 20 ha). Była to wieś królewska w Starostwie bielskim. Chłopi w XVI-XVII w. odbywali pańszczyznę w folwarku Użyki koło Ogrodnik, a następnie w folwarku Hołowiesk. Hołody stanowiły centrum wójtostwa. W 1576 r. w wójtostwie było siedem karczem. W czasie najazdu szwedzkiego 1655–1657 wieś była bardzo zniszczona. W 1762 Ignacy Adam Lewicki zakupił od Branickiego wójtostwo we wsi Hołody. W 1790 r. liczyła 40 domów.
W Hołodach było sześć młynów-wiatraków. Stały one na Sażowci, Pastowniku i Smołowini. Ich budową zajmował się Mikita Grygoruk, który był majstrem od wznoszenia domów i innych budynków gospodarczych. Wszystkie wiatraki spłonęły w czasie dwóch wojen. Na Orlance był również młyn wodny. Znajdował się po lewej stronie drogi do Hajnówki w odległości 200 m od mostu. W okresie międzywojennym młyn ten należał do spółki Wasielewski i Słupski. W chwili obecnej jest tam tama.

## OSP Hołody
Ochotnicza Straż Pożarna w Hołodach powstała w 1928 r. Jej założycielem i pierwszym prezesem był właściciel pobliskiego majątku Eugeniusz Ostasiewicz. Po nim Strażą rządził Aleksander Grygoruk, który w 1947 r. wyjechał do Związku Radzieckiego, a wtedy prezesem został Mikołaj Piotrowski. Na zawodach powiatowych niejednokrotnie strażacy z OSP Hołody zdobywali nagrody, zajmowali pierwsze miejsca. Największy rozwój Straży Pożarnej w Hołodach nastąpił w latach 50. i 60., gdy kierował nią energiczny prezes Mikołaj Piotrowski, a komendantem był Stefan Grygoruk. W czynie społecznym wybudowano wtedy remizę, świetlicę, basen przeciwpożarowy. Obecnie w miarę możliwości finansowych są systematycznie prowadzone prace pielęgnacyjne i remontowe na terenie straży: oczyszczono i pogłębiono basen przeciwpożarowy, dobudowano scenę i placówkę, wyremontowano świetlicę wewnątrz i na zewnątrz, zakupiono też wóz pożarniczy. Powstało również Muzeum Pożarnictwa.
W 2016 w Hołodach odbyły się pierwsze zawody sportowo-pożarnicze